# Saint-Vivien-de-Monségur
Saint-Vivien-de-Monségur är en kommun i departementet Gironde i regionen Nouvelle-Aquitaine i sydvästra Frankrike. Kommunen ligger i kantonen Monségur som tillhör arrondissementet Langon. År 2022 hade Saint-Vivien-de-Monségur 402 invånare.

## Befolkningsutveckling
Antalet invånare i kommunen Saint-Vivien-de-Monségur
Referens:INSEE